# Nora Bayes
Leonora Goldberg (Joliet, 3 de outubro de 1880 - Nova Iorque, 19 de junho de 1928), mais conhecida como Nora Bayes, foi uma atriz, comediante e cantora norte-americana do início do século XX.

## Biografia
Nascida de família judia, Bayes começou aos 18 anos em espetáculos de vaudeville. Viajou de San Francisco a Nova York e se tornou estrela na Broadway.
Em 1908, casou-se com o compositor Jack Norworth. Os dois fizeram juntos turnês, e lhe são atribuídos vários sucessos, como "Shine On, Harvest Moon", que o casal apresentou no filme Follies of 1908, de Florenz Ziegfeld.
Bayes gravou vários discos, alguns com Norworth. De 1924 a 1928, foi acompanhada pelo pianista Louis Alter, que mais tarde comporia "Manhattan Serenade", "Nina Never Knew" e "Do You Know What It Means to Miss New Orleans?". Suas voz servia como alento e incentovo aos soldados recrutados na Primeira Guerra Mundial.
Nora morreu em 1928, durante uma cirurgia para extirpar um câncer. Foi enterrada no Cemitério de Woodlawn, no Bronx.